# Бренгье, Лионель
Лионель Бренгье (фр. Lionel Bringuier; род. 24 сентября 1986, Ницца) — французский дирижёр.

## Биография
Сын музыкантов. Окончил консерваторию Ниццы по классам виолончели и фортепиано и в 13 лет поступил в Парижскую консерваторию как виолончелист, где постепенно начал переключаться на специальность дирижёра. В 2001 г. на транслировавшейся Французским телевидением (канал France 3) церемонии награждения лауреатов премии «Виктуар де ля мюзик» дебютировал как дирижёр с Национальным оркестром Страны Луары. В 2002 году формально был принят в класс дирижирования Жолта Надя; Бренгье также участвовал в мастер-классах Петера Этвёша и Яноша Фюрста.
В 2005 году Бренгье выиграл Безансонский международный конкурс молодых дирижёров, завоевав также приз зрительских симпатий. В том же году он получил свой первый дирижёрский пост, будучи назначен вторым дирижёром Оркестрового ансамбля Парижа. В 2007 г. Бренгье был приглашён Эсой-Пеккой Салоненом на должность второго дирижёра Лос-Анджелесского филармонического оркестра, выдержав конкурс с участием 150 претендентов. С этим коллективом он открыл сезонный цикл, посвящённый новейшей музыке, концертом из произведений Даллапикколы и Саариахо, провёл ряд концертов для юношества и др. В том же 2007 году Бренгье был назначен и вторым дирижёром Оркестра Бретани, с которым вскоре записал свой первый альбом, посвящённый творчеству Венсана д’Энди и включавший, в частности, Итальянскую симфонию, сочинённую композитором в том же 21-летнем возрасте. В 2008 году Бренгье дебютировал в Нью-Йорке с программой из произведений Моцарта и Бетховена, получив безоговорочно восторженный отзыв критики.
В 2009 году Бренгье возглавил Симфонический оркестр Кастилии и Леона, в 2014 году — оркестр Тонхалле.